# Bearbeitung (Urheberrecht)
Die Bearbeitung ist ein Begriff des deutschen und österreichischen Urheberrechts. Eine Bearbeitung ist eine Abwandlung eines Werkes, die die notwendige Schöpfungshöhe besitzt, um gem. § 3 dUrhG bzw. § 5 Abs. 1 öUrhG selbst als Werk urheberrechtlich geschützt zu sein. Die Bearbeitung eines Werkes ist grundsätzlich ohne die Zustimmung des Urhebers erlaubt, in Deutschland mit einigen Ausnahmen (Vgl. § 23 S. 2 dUrhG). Für die Veröffentlichung und Verwertung der Bearbeitung ist gemäß § 23 S. 1 dUrhG bzw. § 14 Abs. 2 öUrhG stets die Zustimmung des Urhebers des bearbeiteten Werkes notwendig.
Der Parallelbegriff im Schweizer Urheberrecht ist das Werk zweiter Hand, vgl. Art. 3 URG.

## Regelung im deutschen Urheberrecht

### Die Bearbeitung als Gegenstand urheberrechtlichen Schutzes
In Anlehnung an die einflussreiche revidierte Berner Übereinkunft von 1908 schützt das deutsche Urheberrecht grundsätzlich Werke der Literatur, Wissenschaft und Kunst (§ 1 UrhG). Der Begriff des Werkes umfasst seinerseits nur persönliche geistige Schöpfungen (§ 2 Abs. 2 UrhG).
Tatsächlich kann aber ein vorhandenes Werk auch Vorlage für eine Modifikation sein, die ihrerseits als geistige Schöpfung erscheint und daher dem Schutz des Urheberrechtes zugänglich sein sollte.
Dem trägt die Vorschrift des § 3 UrhG Rechnung, indem dort angeordnet wird, dass derartige Bearbeitungen wie selbständige Werke geschützt werden (§ 3 S. 1 UrhG).

### Voraussetzung einer Bearbeitung
Bereits aus der eingangs geschilderten Funktion des Schutzes der Bearbeitungen lassen sich die Voraussetzungen einer Bearbeitung herleiten: Zunächst einmal setzt eine Bearbeitung ein Werk voraus, das bearbeitet wird. Diese scheinbare Selbstverständlichkeit gewinnt an Bedeutung, wenn man sich vergegenwärtigt, dass ein Werk nur unter bestimmten Voraussetzungen, zu denen insbesondere eine hinreichende Schöpfungshöhe gehört, in den Schutzbereich des Urheberrechts fällt. Ist das Ausgangsprodukt kein schutzfähiges Werk, stellt seine Veränderung folglich auch keine Bearbeitung dar: das durch die Modifikation geschaffene Gebilde ist entweder seinerseits ein Werk im Sinne des § 2 UrhG, oder es ist urheberrechtlich ohne Bedeutung.
Dass das ursprüngliche Werk schutzfähig sein muss, führt allerdings nicht dazu, dass dieser mögliche Urheberschutz auch tatsächlich gegeben sein muss. Ausschlaggebend ist die Qualität des Werkes als seiner Natur nach dem Urheberrecht unterliegend, nicht der rechtliche Status. Die Bearbeitung eines gemeinfreien Werkes fällt demnach ebenfalls unter den Begriff der Bearbeitung.
Die weitere in § 3 S. 1 UrhG normierte Voraussetzung dafür, dass eine Bearbeitung urheberrechtlichen Schutz erfahren kann, ist, dass auch sie sich als geistige Schöpfung des Bearbeiters darstellt. Ebenso wie das Ausgangswerk muss also auch dessen Modifikation ein hinreichendes Maß an Eigenständigkeit enthalten. Eine nähere Ausgestaltung dieser Voraussetzung stellt die Regelung des § 3 S. 2 UrhG dar, der insoweit klarstellt, dass die nur unwesentliche Bearbeitung eines nicht geschützten Werkes der Musik nicht als selbständiges Werk geschützt werden kann.

### Abgrenzung und Beispiele
Nicht jede kreative Tätigkeit, die eine Vorlage verwendet, ist eine Bearbeitung. Der Begriff muss vielmehr von der Umgestaltung, der Miturheberschaft oder auch der sogenannten freien Benutzung  abgegrenzt werden.
- Bei der Miturheberschaft geht es ersichtlich nicht darum, dass der Urheber das Werk eines anderen Urhebers bearbeitet, sondern um den Fall, dass mehrere gemeinsam ein (originäres) Werk erstellen.

- Umgestaltungen wären demgegenüber etwa das satirische oder parodistische Aufgreifen eines Stoffes oder auch das Verfassen einer Fortsetzung. In diesen Fällen stellt sich das Ergebnis der Umgestaltung ohne weiteres als eigenes Werk dar, so dass auf den Begriff der Bearbeitung nicht Bezug genommen werden muss.

- Die freie Benutzung im Sinne des § 24 UrhG (weggefallen) ihrerseits bedeutete eine so weit fortgeschrittene Neubearbeitung des Stoffes, dass das ursprüngliche Werk zwar noch als Grundlage dient, jedoch in dem neuen Werk nur noch bedingt zu erkennen ist. Auch in diesem Fall kann das Ergebnis der freien Benutzung unter urheberrechtlichen Begriffen ohne Rückgriff auf die Vorschriften über die Bearbeitung als eigenständiges Werk beurteilt werden.

Ein klassisches Beispiel für eine Bearbeitung nennt demgegenüber der Gesetzestext selbst: Indem § 3 S. 1 UrhG ausdrücklich von Übersetzungen und anderen Bearbeitungen spricht, wird deutlich, dass Übersetzungen jedenfalls Bearbeitungen des Originals sind. Weitere Beispiele wären die Dramatisierung (Aufbereitung als Bühnenwerk) oder Verfilmung eines Textes.

### Rechtsfolgen
Nach § 3 UrhG werden Bearbeitungen wie selbständige Werke geschützt. Das bedeutet, dass der Bearbeiter vollen urheberrechtlichen Schutz für seine Bearbeitungsleistung genießt. Er erwirbt jedoch keinerlei Rechte an dem bearbeiteten Originalwerk, kann also nur gegen eine rechtswidrige Benutzung seiner Bearbeitung vorgehen. Das Bearbeiterurheberrecht entsteht mit der Bearbeitung selbst. Es ist unabhängig von der Einwilligung des Urhebers des bearbeiteten Werkes und bleibt noch 70 Jahre nach dem Tod des Bearbeiters geschützt (§ 64 UrhG), unabhängig davon, ob das Urheberrecht an dem bearbeiteten Werk bereits früher erlischt.

## Recht zur Bearbeitung
Die der Regelung des § 3 UrhG zu Grunde liegende Rechtsauffassung, dass auch der Bearbeiter eines Werkes den Schutz des Urheberrechts erfahren soll, ändert allerdings nichts daran, dass schon die Bearbeitung eines Werks als solche in das Urheberrecht seines Schöpfers eingreift und so z. B. sein Ansehen durch Veröffentlichung einer fehlerhaften Übersetzung in eine fremde Sprache bei den das Original nicht kennenden Lesern schmälern kann usw.
Dementsprechend ist das gesamte Rechtsgebiet des geistigen Eigentums das Resultat einer langen, sehr kontrovers geführten Diskussion. Der tradierte Eigentumsbegriff des § 903 BGB richtet sich nun einmal auf Sachen (§ 90 BGB) und nicht auf Werke.
Im Zuge dieser Diskussion wurde durchaus die Auffassung vertreten, der Urheber müsse die Bearbeitung seiner Sache hinnehmen. Bis 1901 etwa war die Übersetzungsfreiheit weitgehend anerkannt.
Heute trägt demgegenüber § 23 UrhG dem Schutz des Urhebers vor Bearbeitungen Rechnung. Die Vorschrift lautet wörtlich:

„Bearbeitungen oder andere Umgestaltungen des Werkes dürfen nur mit Einwilligung des Urhebers des bearbeiteten oder umgestalteten Werkes veröffentlicht oder verwertet werden. Handelt es sich um eine Verfilmung des Werkes, um die Ausführung von Plänen und Entwürfen eines Werkes der bildenden Künste, um den Nachbau eines Werkes der Baukunst oder um die Bearbeitung oder Umgestaltung eines Datenbankwerkes, so bedarf bereits das Herstellen der Bearbeitung oder Umgestaltung der Einwilligung des Urhebers.“

Der Gesetzgeber differenziert demnach zwischen dem Herstellen und der Veröffentlichung einer Bearbeitung. Die Veröffentlichung bedarf nach § 23 S. 1 UrhG in jedem Falle der Zustimmung des Urhebers des ursprünglichen Werkes. Demgegenüber ist das Herstellen einer Bearbeitung grundsätzlich erlaubnisfrei, soweit es sich nicht um die Verfilmung eines Werkes oder die Ausführung von Plänen und Entwürfen, etwa im Bereich der Bildhauerei, oder um architektonische Werke beziehungsweise Datenbankwerke handelt, weil in diesem Falle der Urheber bereits durch die bloße Herstellung in seiner Rechtsposition beeinträchtigt wird.